# Кадлубец
Кадлу̀бец (на полски: Kadłubiec; на немски: Kadlubietz) е село в Южна Полша, Ополско войводство, Стшелецки окръг, Община Лешница. Според Полската статистическа служба към 31 декември 2009 г. селото има 409 жители.

## Местоположение
Разположено е на около 7 km северно от общинския център Лешница.